# Jakub Morawiec
Jakub Sebastian Morawiec (ur. 25 marca 1977) – polski historyk mediewista, adiunkt w Instytucie Historii Wydziału Nauk Społecznych Uniwersytetu Śląskiego w Zakładzie Historii Średniowiecza, doktor habilitowany.
W swych badaniach koncentruje się na dziejach Skandynawii we wczesnym średniowieczu i rozwoju średniowiecznej historiografii skandynawskiej. W szczególny sposób interesuje się skaldami islandzkimi, ich poezją oraz sagami na ich temat.

## Życiorys
W 2008 obronił pracę doktorską pt. Wolin w średniowiecznej tradycji skandynawskiej (promotor prof. Idzi Panic).
Od 2015 zastępca dyrektora Instytutu Historii Uniwersytetu Śląskiego w Katowicach ds. dydaktycznych. 24 stycznia 2017 uzyskał stopień doktora habilitowanego. Członek International Saga Society.

## Publikacje
Jego dorobek obejmuje prace publikowane w Polsce i za granicą, m.in.:
- Vikings among the Slavs. Jomsborg and the Jomsvikings in Old Norse Tradition, Wien 2009
- Wolin w średniowiecznej tradycji skandynawskiej, Kraków 2010
- Saga o Hallfredzie skaldzie kłopotliwym (tłum. i oprac.), Wrocław 2011
- Knut Wielki. Król Anglii, Danii i Norwegii, Kraków 2013
- Norwegia. Początki państw, Wydawnictwo Poznańskie 2017
- Dania. Początki państw, Wydawnictwo Poznańskie 2019